# Liste der Monuments historiques in Louvigné-du-Désert
Die Liste der Monuments historiques in Louvigné-du-Désert führt die Monuments historiques in der französischen Gemeinde Louvigné-du-Désert auf.

## Liste der Bauwerke
| Bezeichnung          | Beschreibung | Standort | Kennzeichnung | Schutzstatus                                         | Datum     | Bild |
| -------------------- | ------------ | -------- | ------------- | ---------------------------------------------------- | --------- | ---- |
| Château de Monthorin | Schloss      | (Lage)   | PA00090621    | Inscrit (Kapelle) Inscrit (Schloss und Nebengebäude) | 1936 1992 |      |

## Liste der Objekte

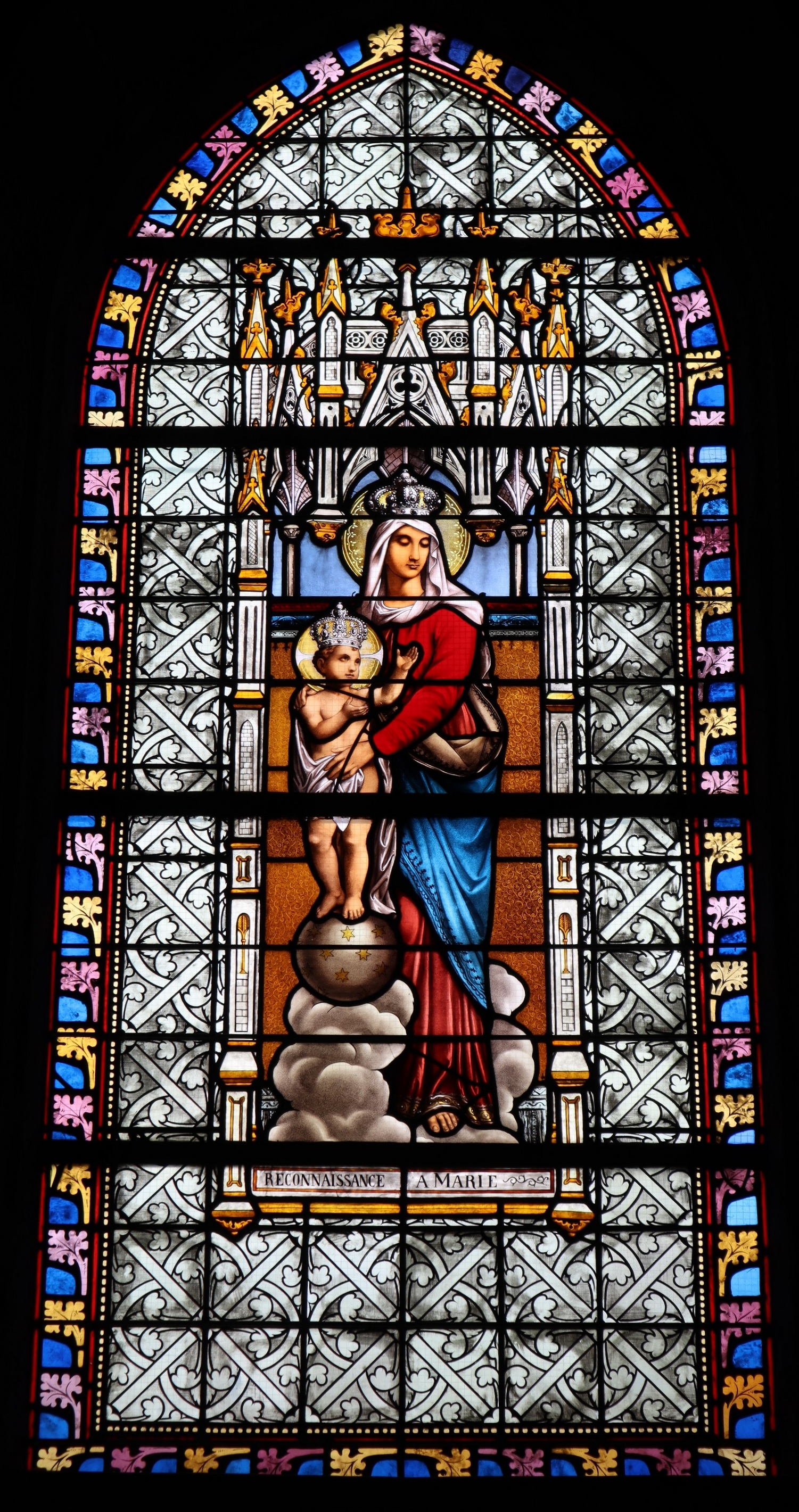
Bleiglasfenster Madonna und Kind (1888) in der Kirche St-Martin aus der Werkstatt von Charles Champigneulle

- Monuments historiques (Objekte) in Louvigné-du-Désert in der Base Palissy des französischen Kultusministeriums